# Kevin Macdonald

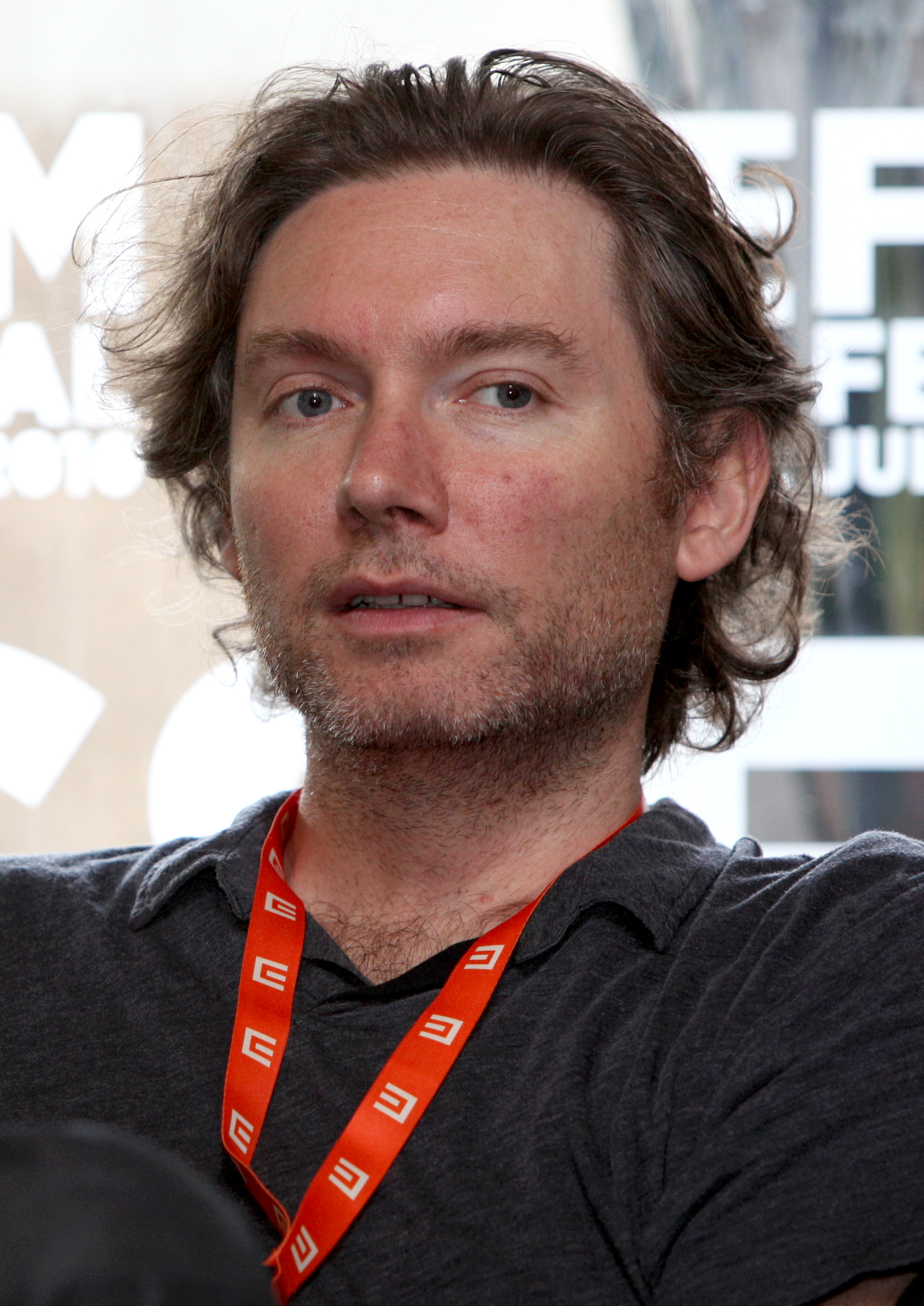
Kevin Macdonald, 2010

Kevin Macdonald (* 28. Oktober 1967 in Glasgow) ist ein britischer Filmregisseur, Produzent und Drehbuchautor.

## Leben
Kevin Macdonald genoss seine Schulausbildung am renommierten schottischen Glenalmond College, einem privaten Internat in Perth and Kinross. 1994 machte Macdonald als Autor des Buches The Life and Death of a Screenwriter erstmals auf sich aufmerksam. Die Biografie über seinen Großvater, den  ungarisch-britischen Drehbuchautor und Filmregisseur Emeric Pressburger (1902–1988), verfilmte er ein Jahr später als Fernsehdokumentation unter dem Titel The Making of an Englishman (1995). Danach tat sich Macdonald verstärkt als Regisseur von Dokumentationen über Filmemacher und Künstler hervor, wie Charlie Chaplin (Chaplin's Goliath, 1995), den kinetischen Bildhauer George Rickey (The Moving World of George Rickey, 1997) oder Howard Hawks (Howard Hawks: American Artist, 1997), bei denen er u. a. mit den Filmschaffenden Lauren Bacall, Peter Bogdanovich, Michael Mann und Bill Paterson zusammenarbeitete. 1998 porträtierte er den schottischen Filmregisseur Donald Cammell, der sich 1996 nach Fertigstellung seines Thrillers Wild Side das Leben genommen hatte. Der Dokumentarfilm Donald Cammell: The Ultimate Performance wurde in ausgewählten britischen Kinos gezeigt und im selben Jahr mit dem Silbernen Hugo auf dem Filmfestival von Chicago ausgezeichnet.
1999 knüpfte Macdonald mit Ein Tag im September an diesen Erfolg an. Für die Dokumentation über die Geiselnahme von München während der Olympischen Spiele von 1972 kombinierte er Original-Filmmaterial mit nachgestellten Szenen und Interviews von Hinterbliebenen und Beteiligten, darunter dem überlebenden Terroristen Jamal Al-Gashey, sowie Hans-Dietrich Genscher und Walther Tröger, die zum damaligen Zeitpunkt Innenminister der Bundesrepublik Deutschland bzw. Bürgermeister des Olympischen Dorfes waren. Ein Tag im September wurde in den USA von dem Pay-TV-Sender HBO ausgestrahlt und Ende 1999 im Kino veröffentlicht. Zwar merkte die New York Times an, dass Macdonald an manchen Stellen seines Filmes die Ereignisse übertrieben darstelle, dennoch lobte sie Ein Tag im September als wichtigen und regelrecht aufwühlenden Film. In Deutschland bewertete der film-dienst das Werk als spannend und lobte den schottischen Filmemacher für die dynamische Montage und den narrativen Faden. Macdonald erhielt zusammen mit dem Schweizer Filmproduzenten Arthur Cohn im Jahr 2000 (offizielle Zählung 1999) den Oscar in der Kategorie Bester Dokumentarfilm. Darüber hinaus wurde Ein Tag im September in Deutschland mit der Goldenen Kamera in der Kategorie Film – International ausgezeichnet.
Nach diesem Erfolg kehrte Macdonald wieder zu Künstlerporträts zurück. Er stellte zwischen 2000 und 2001 Dokumentationen zu den Filmemachern Errol Morris und Humphrey Jennings sowie Mick Jagger, Frontsänger der britischen Musikgruppe The Rolling Stones, fertig. 2003 folgte der Dokumentarfilm Sturz ins Leere, der auf dem 1988 erschienenen preisgekrönten Buch Touching the Void des britischen Extrembergsteigers Joe Simpson basiert. Simpson und sein Freund Simon Yates hatten 1985 mit Erfolg die Westwand des Siula Grande in den peruanischen Anden bezwungen und den Gipfel in 6.344 Meter Höhe erreicht, waren jedoch beim Abstieg fast ums Leben gekommen. Der Stoff, den u. a. Werner Herzog und der US-amerikanische Filmproduzent Frank Marshall hatten inszenieren wollen, avancierte zum erfolgreichsten englischen Dokumentarfilm aller Zeiten und setzte sich bei den British Academy Film Awards 2004 noch vor Michael Winterbottoms In This World – Aufbruch ins Ungewisse und Anthony Minghellas Unterwegs nach Cold Mountain als beste britische Kinoproduktion des Jahres durch. Die Frankfurter Allgemeine Zeitung verglich den Film, der nachgestellte Szenen an Originalschauplätzen mit Interviews der beiden überlebenden Bergsteiger verband, mit einer antiken Tragödie, während der US-amerikanische Filmkritiker Roger Ebert ihn als unvergessliche Erfahrung betrachtete, mit einer Art brutaler Offenheit und Schlichtheit, die niemals versuche, unnötig Spannung oder Dramatik anzureihen.
Drei Jahre später folgten die Dreharbeiten zu Kevin Macdonalds erstem Spielfilm Der letzte König von Schottland (2006), für den er u. a. die Schauspieler Forest Whitaker, James McAvoy und Gillian Anderson gewinnen konnte. Basierend auf dem gleichnamigen, 1998 veröffentlichten und preisgekrönten Romanerstling des Briten Giles Foden stellt der Film Nicholas Garrigan in den Mittelpunkt, den fiktiven schottischen Leibarzt des ugandischen Diktators Idi Amin (zwischen 1923 und 1928–2003), der über die Gräueltaten seines Arbeitgebers in den 1970er Jahren hinwegsah. Das Drama, u. a. von Fox Searchlight Pictures an Originalschauplätzen gedreht, feierte seinen limitierten US-Kinostart am 27. September 2006 und wurde von der Kritik umgehend als politischer Klassiker gefeiert. Ende November desselben Jahres erhielt Macdonald für Der letzte König von Schottland den British Independent Film Award als bester Regisseur; er setzte sich damit u. a. gegen so renommierte Kollegen wie Stephen Frears (Die Queen) oder Ken Loach (The Wind That Shakes the Barley) durch. Bei der Verleihung 2007 gewann Macdonald mit seinem Film wiederum den Preis für die beste britische Filmproduktion des Jahres, während die Leistung von Hauptdarsteller Forest Whitaker mit einem Golden Globe und einem Oscar honoriert wurde.
Danach widmete sich Macdonald 2007 mit My Enemy’s Enemy einem Dokumentarfilm über den deutschen Kriegsverbrecher Klaus Barbie, der nach dem Zweiten Weltkrieg unter Obhut der US-amerikanischen Regierung stand. Mit der britisch-französischen Koproduktion konnte der Filmemacher jedoch nicht an seine früheren Erfolge anknüpfen. Als nächstes Projekt fasste er dann die Kinoadaption des preisgekrönten britischen Fernsehmehrteilers Mord auf Seite eins (2003, Originaltitel State of Play) ins Auge, in dem ein aufstrebendes Mitglied des House of Commons mit dem scheinbaren Selbstmord seiner Assistentin konfrontiert wird. Der Politthriller, für den Macdonald so bekannte Darsteller wie Jason Bateman, Rachel McAdams, Ben Affleck, Russell Crowe, Helen Mirren und Robin Wright gewinnen konnte, kam Mitte 2009 unter dem Titel State of Play – Stand der Dinge in die deutschen Kinos.
2010 produzierte er zusammen mit der Internetplattform Youtube den Film Lifeinaday, in dem tausende Menschen einen Tag ihres Lebens filmten. McDonald fügte diese Filme zusammen, die Premiere war auf Youtube.
Kevin Macdonald lebt in London und ist seit 1999 mit der Szenenbildnerin Tatiana Lund, die an den Produktionen zu Billy Elliot – I Will Dance (2000) und Vanity Fair – Jahrmarkt der Eitelkeit (2004) beteiligt war, verheiratet. Sein Bruder Andrew Macdonald machte sich u. a. als Produzent von Filmen wie Trainspotting – Neue Helden (1994) oder The Beach (2000) einen Namen. Nebenbei publizierte Kevin Macdonald auch Artikel in britischen Tageszeitungen wie dem Daily Telegraph, The Guardian oder The Observer.

## Filmografie

### Drehbuchautor
- 1995: The Making of an Englishman (TV-Doku)
- 1996: Chaplin's Goliath (Doku)
- 2007: My Enemy’s Enemy (Doku)

### Produzent
- 1997: Shoot Out in Swansea: The Making of 'Twin Town' (TV-Doku)
- 1998: Kindertransport (Kurzdoku)
- 1998: Donald Cammell: The Ultimate Performance (Doku)
- 2007: My Enemy’s Enemy (Doku)

### Regisseur
- 1995: The Making of an Englishman (TV-Doku)
- 1996: Chaplin's Goliath (Doku)
- 1997: The Moving World of George Rickey (Doku)
- 1997: Howard Hawks: American Artist (TV-Doku)
- 1998: Donald Cammell: The Ultimate Performance (Doku)
- 1999: Ein Tag im September (One Day in September, Doku)
- 2000: A Brief History of Errol Morris (Doku)
- 2000: Humphrey Jennings (Doku)
- 2001: Being Mick (TV-Doku)
- 2003: Sturz ins Leere (Touching the Void, Doku)
- 2004: Touching the Void: Return to Siula Grande (Doku)
- 2006: Der letzte König von Schottland – In den Fängen der Macht (The Last King of Scotland)
- 2007: My Enemy’s Enemy (Doku)
- 2009: State of Play – Stand der Dinge
- 2011: Der Adler der neunten Legion (The Eagle)
- 2011: Life in a Day
- 2012: Marley (Dokumentation über Bob Marley)[7][8]
- 2013: How I Live Now
- 2013: Christmas in a Day (Dokumentation)
- 2014: Black Sea
- 2016: Sky Ladder: The Art of Cai Guo-Qiang (Dokumentation)
- 2016: 11.22.63 – Der Anschlag (11.22.63, Fernsehserie)
- 2017: Oasis (Fernsehfilm)
- 2018: Whitney (Doku)
- 2021: Life in a Day 2020
- 2021: Der Mauretanier (The Mauritanian)
- 2024: Klitschko: More Than a Fight (Doku)
- 2024: One to One: John & Yoko (Doku, Co-Regie)

## Auszeichnungen

### Oscar
- 1999: Bester Dokumentarfilm für Ein Tag im September

### British Academy Film Award
- 2004: Bester britischer Film für Sturz ins Leere
- 2007: Bester britischer Film für Der letzte König von Schottland – In den Fängen der Macht

### Europäischer Filmpreis
- 2000: nominiert in der Kategorie Bester Dokumentarfilm für Ein Tag im September
- 2007: nominiert in der Kategorie Beste Regie für Der letzte König von Schottland – In den Fängen der Macht

### Weitere
British Independent Film Awards
- 2000: Douglas Hickox-Preis für Ein Tag im September
- 2004: nominiert in der Kategorie Beste Regie für Sturz ins Leere
- 2006: Beste Regie für The Last King of Scotland

Evening Standard British Film Awards
- 2004: Bester Film für Sturz ins Leere

International Documentary Association
- 2000: nominiert in der Kategorie Bester Dokumentarfilm für Ein Tag im September

## Schriften
- Emeric Pressburger. The life and death of a screenwriter. Faber and Faber, London 1994, ISBN 0-571-16853-1.
- mit Mark Cousins: Imagining reality. The Faber book of the documentary. Faber and Faber, London u. a. 1996, ISBN 0-571-17723-9.